# Colby College
Colby College är ett privat universitet i Waterville, Maine, USA grundat 1813.

## Framstående alumner
- Lot M. Morrill
- Marcellus Stearns
- Charles P. Nelson